# Mad River Township (Clark County, Ohio)
Mad River Township ist eines von zehn Townships des Clark Countys im US-Bundesstaat Ohio. Nach der Volkszählung im Jahr 2000 waren hier 11.828 Einwohner registriert.

## Geografie
Mad River Township liegt im Südwesten des Clark Countys im mittleren Südwesten von Ohio und grenzt im Uhrzeigersinn an die Townships: Springfield Township, Green Township, Miami Township im Greene County und Bath Township (Greene County) und Bethel Township.

## Verwaltung
Das Township wird durch ein Board of Trustees, bestehend aus drei gewählten Mitgliedern, verwaltet. Zwei Personen werden jeweils im Jahr nach der Präsidentschaftswahl gewählt und eine jeweils im Jahr davor. Die Amtszeit dauert in der Regel vier Jahre und beginnt jeweils am 1. Januar. Daneben gibt es noch einen Township Clerk (zuständig für Finanzen und Budget), der ebenfalls im Jahr vor der Präsidentschaftswahl auf eine vierjährige Amtszeit gewählt wird. Dessen Amtszeit beginnt jeweils am 1. April.